# René-Antoine Ferchault de Réaumur
René-Antoine Ferchault de Réaumur (La Rochelle, 28 de fevereiro de 1683 — Saint-Julien-du-Terroux, 17 de outubro de 1757) foi um cientista, biólogo, naturalista e físico francês.
René-Antoine Ferchault de Réaumur nasceu em 28 de fevereiro de 1683 em La Rochelle, foi educado em Paris. Estudou filosofia na Faculdade dos jesuítas. Em 1699 foi para Bourges para estudar direito civil e matemática. Em novembro de 1738 foi eleito fellow da Royal Society.
Trabalhou com assuntos variados como metalurgia, temperatura, porcelana e particularmente a entomologia. Inventou em 1731 a escala de temperatura que leva seu nome, a escala Réaumur.

## Carreira
No início, sua atenção foi ocupada por estudos matemáticos, especialmente em geometria. Em 1710, ele foi nomeado editor-chefe das Descrições das Artes e Ofícios, um importante projeto do governo que resultou no estabelecimento de manufaturas novas na França e no renascimento de indústrias negligenciadas. Por descobertas sobre ferro e aço, ele recebeu uma pensão de 12 000 libras. Satisfeito com sua ampla renda privada, solicitou que o dinheiro fosse destinado à Academia de Ciências para a realização de experimentos em processos industriais aprimorados. Em 1731 interessou-se pela meteorologia e inventou a escala termômetro que leva seu nome: o Réaumur. Em 1735, por motivos familiares, aceitou o cargo de comandante e intendente da Ordem Real e Militar de São Luís. Ele cumpriu seus deveres com atenção escrupulosa, mas recusou o pagamento. Ele tinha grande prazer no estudo sistemático da história natural. Seus amigos muitas vezes o chamavam de "o Plínio do século 18".
Ele adorava a aposentadoria e morava em suas residências de campo, incluindo seu castelo La Bermondière, Saint-Julien-du-Terroux, Maine, onde sofreu uma grave queda de cavalo, que o levou à morte. Ele legou seus manuscritos, que preenchiam 138 portfólios, e suas coleções de história natural para a Academia de Ciências.
Os artigos científicos de Réaumur tratam de muitos ramos da ciência. Seu primeiro, em 1708, foi sobre um problema geral de geometria. O seu último, em 1756, sobre as formas de ninhos de pássaros. Ele provou experimentalmente o fato de que a resistência de uma corda é mais do que a soma das resistências de seus fios separados. Ele examinou e relatou os rios auríferos (com ouro), as minas de turquesa, as florestas e os leitos fósseis da França. Ele concebeu o método de estanhagem de ferro que ainda é empregado e investigou as diferenças entre ferro e aço, mostrando corretamente que a quantidade de carbono é maior no ferro fundido, menor no aço e menor no ferro forjado .. Seu livro sobre este assunto (1722) foi traduzido para o inglês e o alemão.
Ele era conhecido por um termômetro que construiu com base no princípio de tomar o ponto de congelamento da água como 0° e graduar o tubo em graus, cada um dos quais era um milésimo do volume contido pelo bulbo e tubo até a marca zero. Foi um acidente dependente do álcool particular empregado que fez o ponto de ebulição da água 80°; termômetros de mercúrio graduados em 80 partes iguais entre os pontos de congelamento e ebulição da água são chamados de termômetros Réaumur, mas divergem de seu projeto e intenção.
Réaumur escreveu muito sobre história natural. No início da vida, ele descreveu o sistema locomotor do Echinodermata e mostrou que a suposta capacidade de substituir seus membros perdidos era realmente verdadeira. Ele foi considerado como um fundador da etologia.
Em 1710, ele escreveu um artigo sobre a possibilidade de aranhas serem usadas para produzir seda, que foi tão celebrada na época que o imperador Kangxi da China o traduziu para o chinês. Suas observações de vespas fazendo papel a partir de fibras de madeira levaram alguns a creditá-lo com essa mudança nas técnicas de fabricação de papel. Foi mais de um século antes que a polpa de madeira fosse usada em qualquer escala industrial na fabricação de papel.
Ele estudou a relação entre o crescimento de insetos e temperatura. Ele também calculou a taxa de crescimento das populações de insetos e observou que deve haver verificações naturais, uma vez que os números teóricos da população alcançáveis pela progressão geométrica não foram correspondidos por observações de populações reais.
Ele também estudou questões botânicas e agrícolas e processos de lema para preservar aves e ovos. Ele elaborou um sistema de incubação artificial e fez importantes observações sobre a digestão de aves carnívoras e graminívoras (comedores de grama). Uma de suas maiores obras é Memoirs to Serve the History of Insects, 6 vols., com 267 placas (Amsterdam, 1734–42). Descreve a aparência, hábitos e localidade de todos os insetos conhecidos, exceto os besouros, e é uma maravilha de observação paciente e precisa. Entre outros fatos importantes relatados neste trabalho estão os experimentos que permitiram a Réaumur comprovar a veracidade da hipótese de Peyssonel, de que os corais são animais e não plantas.

## Obras selecionadas

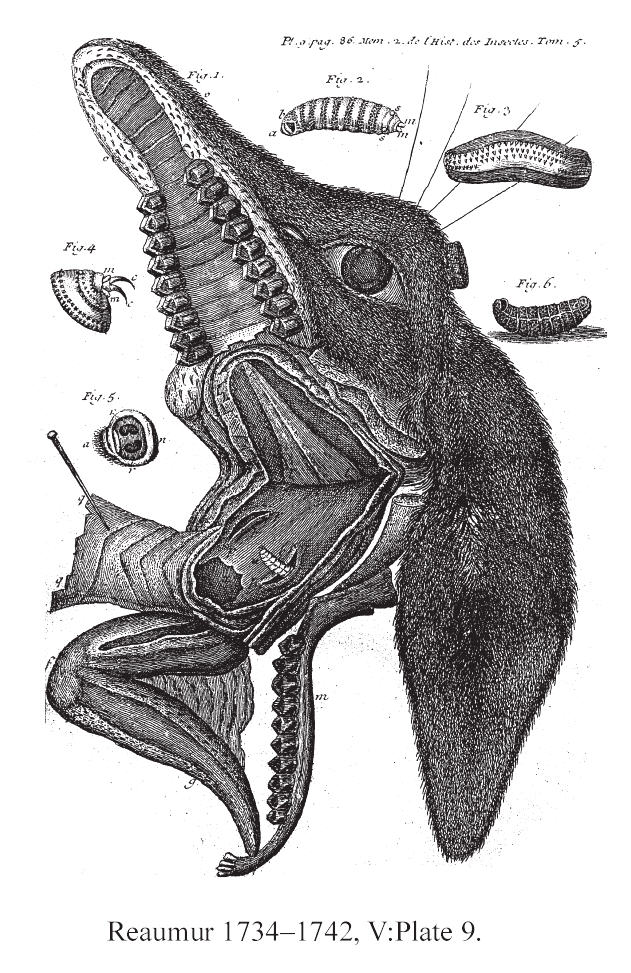
Cabeça dissecada de um cervo mostrando larvas de bernes

- De la formation et de l'accroissement des coquilles des animaux tant terrestres qu'aquatiques, soit de mer, soit de rivières (1709);Éclaircissements de quelques difficultés sur la formation des coquilles (1716)
- Examen de la soie des Araignées (1710)
- Du mouvement progressif et de quelques autres mouvements de diverses espèces de Coquillages, Orties et Étoiles de mer (1710)
- Des différentes manières dont plusieurs espèces d'animaux de mer s'attachent au sable, aux pierres et les uns aux autres (1711)
- Découverte d'une nouvelle teinture de pourpre et diverses expériences pour la comparer avec celle que les anciens tiraient de quelques espèces de Coquillages que nous trouvons sur nos côtes de l'Océan (1711)
- Description des fleurs et graines de divers Fucus, et quelques autres observations physiques sur les mêmes plantes (1711); Suite sur les fleurs et graines de diverses plantes marines (1712)
- Observations sur les diverses reproductions qui se font dans les Écrevisses, les Omards, les Crabes, etc., et entr'autres sur celles de leurs jambes et de leurs écailles (1712); Additions aux observations sur la mue des Écrevisses (1718)
- Des effets que produit le poisson appelé en françois Torpille ou Tremble sur ceux qui le touchent (1714)
- Observation sur l'accouplement du Lièvre ou du Chat marin (1715)
- Observations sur les mines de turquoises du Royaume, sur la nature de la matière qu'on y trouve et sur la matière dont on lui donne la couleur (1715)
- Observations sur la matière qui colore des perles fausses et sur quelques autres matières animales d'une semblable couleur, à l'occasion de quoi on essaie d'expliquer la formation des écailles de poissons (1716)
- Observations sur le coquillage appelé Pinne Marine ou Nacre de perles à l'occasion duquel on explique la formation des perles (1717)
- Essais de l'histoire des rivières et des ruisseaux du Royaume qui roulent des paillettes d'Or avec des observations sur la manière dont on ramasse ces paillettes, sur leur figure, sur le sable avec lequel elles sont mêlées et sur leur titre (1718)
- Histoire des Guêpes (1719)
- Observations sur la végétation du nostoch (1722)
- L'Art de convertir le fer forgé en acier et l'Art d'adoucir le fer fondu, ou de faire des ouvrages de fer fondu aussi finis que de fer forgé (1722)
  - 1 Partie: L'Art de convertir le fer forgé en acier (1722)
  - 2 Partie: L'Art d'adoucir le fer fondu, ou de faire des ouvrages de fer fondu aussi finis que de fer forgé (1722)
- Fabrique des ancres (1723) online
- Des merveilles des dails ou la lumière qu'ils répandent (1723)
- Principes de l'art de faire le fer-blanc (1725)
- Explication des principes pour la construction des thermomètres dont les degrés soient comparables(1725)
- Observations sur la formation du corail et des autres productions appelées plantes pierreuses (1727)
- Idée générale des différentes manières dont on peut faire la Porcelaine et quelles sont les véritables matières de celle de la Chine (1727); Second mémoire sur la porcelaine ou suite des principes qui doivent conduire dans la composition des porcelaines de différents genres et qui établissent les caractères des matières fondantes qu'on ne peut choisir pour tenir lieu de celle qu'on employe à la Chine (1729)
- Règles pour construire des thermomètres dont les degrés soient comparables et qui donnent des idées d'un chaud et d'un froid qui puissent être rapportés à des mesures connues (1730); Second Mémoire sur la construction des thermomètres dont les degrés sont comparables avec des expériences et des remarques sur quelques propriétés de l'air (1731)
- Mémoires pour servir à l'histoire des insectes (1734-1742) online
  - Tome I: Chenilles et Papillons (1734)
  - Tome II: Suite et histoire des Insectes ennemis des Chenilles (1736)
  - Tome III: Histoire des Vers mineurs des feuilles, des Teignes, des fausses Teignes, des Pucerons, des ennemis des Pucerons, des faux Pucerons et l'histoire des Galles des plantes et de leurs insectes (1737)
  - Tome IV: Histoire des Gallinsectes, des Progallinsectes et des Mouches à deux ailes (1738)
  - Tome V: Suite et histoire de plusieurs Mouches à quatre ailes, savoir des Mouches à Scies, des Cigales et des Abeilles (1740)
  - Tome VI: Suite avec supplément des Mouches à deux ailes (1742)
  - Tome VII: Histoire des Fourmis, Histoire des Scarabées (posthume)
- Mémoire sur l'art de faire une nouvelle espèce de Porcelaine par des moyens extrêmement simples et faciles ou de transformer le verre en porcelaine (1739)
- Moyens d'empêcher l'evaporation des liqueurs spiritueuses, dans lesquelles on veut conserver des productions de la Nature de differents genres (1746)
- Art de faire éclore et d'élever en toute saison des Oiseaux Domestiques de toutes espèces, soit par le moyen de la chaleur du fumier, soit par le moyen de celle du feu ordinaire (2 volumes, 1749 ; 1751)
- Pratique de l'art de faire éclore et d'élever en toute saison des oiseaux domestiques de toutes espèces, soit par le moyen de la chaleur du fumier, soit par le moyen de celle du feu ordinaire (1751)

C'est une sorte d'abrégé, que Réaumur destine plus aux «habitants de la campagne» qui désirent mettre en œuvre ses découvertes qu'au public de «physiciens» et scientifiques qui étaient les destinataires de la première version.
- Lettres à un Américain sur l'histoire naturelle, générale et particulière de monsieur de Buffon. Suite des Lettres à un Américain, sur l'histoire naturelle de M. de Buffon ; et sur le Traité des animaux de M. l'abbé de Condillac (4 volumes, 1751-1756)
- Observations sur la digestion des Oiseaux (1752)
  - 1 Mémoire: Sur le mécanisme dont se fait la digestion dans les Oiseaux qui vivent principalement de graines et d'herbes et dont l'estomac est un gésier (1752)
  - 2 Mémoire: De la manière dont elle se fait dans l'estomac des Oiseaux de proie (1752)
- Mémoire sur l'art avec lequel les différentes espèces d'Oiseaux forment leurs nids (1756)
- Art de l'Epinglier. Avec des additions de M. Duhamel du Monceau, & des remarques extraites des Mémoires de M. Perronet, inspecteur général des Ponts & Chaussées (1761)
- Lettres inédites de Réaumur (1886)
- Morceaux choisis, Gallimard, 1939.